# Ancinidae
Ancinidae é uma família de isópodes pertencentes à ordem Isopoda.
Géneros:
- Ancinus Milne Edwards, 1840
- Bathycopea Tattersall, 1905